# Alchemilla tacikii
Alchemilla tacikii är en rosväxtart som beskrevs av A. Plocek. Alchemilla tacikii ingår i släktet daggkåpor, och familjen rosväxter. Inga underarter finns listade i Catalogue of Life.